# 何家豪
何家豪（1980年12月31日—），是香港ever樂隊的主唱，现居香港。他目前加盟在前beyond乐队鼓手叶世荣旗下。于Ever乐队贝斯手何家杰是两兄弟，从小酷爱音乐，在2000年组成了Ever乐队，后来在2005年经过机缘巧合认识了叶世荣并且在2007年正式签约加盟“大洋创艺”。

## 音樂作品
- 2019年 少年時代 - 周志康（《她她她的少女時代》主題曲，曲／編／何哲圖合監）
- 2019年 當天風雨 - 何家豪（《她她她的少女時代》片尾曲，唱／編／何哲圖合監）
- 2020年 謎團 - 鄭俊弘（《木棘証人》主題曲，曲／編／何哲圖合監）
- 2020年 絕地火星車 - 鄭俊弘，曲
- 2021年 不敢開口 - 谷婭溦（《星空下的仁醫》插曲，曲）